# Zyphra
 (juillet 2023).
Zyphra est un groupe espagnol de heavy metal, originaire de Madrid.

## Histoire

### Débuts (2005–2009)
Zyphra est né au début de l'année 2005, à Carabanchel, comme la confirmation logique d'un projet solo, qui commence par une démo dans laquelle Juan Carlos Patón (ancien guitariste de Caskärrabias) et David Aldana ont collaboré étroitement. En janvier 2005, le groupe commence à répéter à Rivas-Vaciamadrid, avec David Aldana, Christian Fernández, Daniel Redondo et Juan Carlos Patón comme premier line-up. Patón comme première formation. Au cours des premiers mois, Samuel Castillo.
C'est à cette époque qu'un nombre important de chansons sont composées, qui, des années plus tard, figureront sur le premier album du groupe. qui, des années plus tard, figureront sur le premier album du groupe. Ce n'est qu'en 2007 qu'il a été décidé jusqu'en 2007 de sortir un single autoproduit sous forme de démo. Cette démo contient des chansons telles que Ciudad sin ley, No puedo parar ou Prisionero, avec une découpe et un enregistrement plus proches du hard rock classique de groupes comme Whitesnake ou des premières années de Judas Priest.
À l'époque, le groupe a été choisi pour assurer la première partie du célèbre groupe Survivor, lors d'un concert à la Sala Caracol le 28 septembre 2007, dans le cadre de leur tournée européenne avec une seule date en Espagne, date qui est finalement annulée pour des raisons indéterminées. Concert de la tournée espagnole de Survivor annulé par le groupe pour des raisons indéterminées.

### Deuxième phase (2009–2011)
En février 2009, Miguel Blanco rejoint le groupe en tant que guitariste, en remplacement de Juan Carlos Patón. Les mois qui suivent deviennent la période la plus prolifique en termes de performances. Zyphra atteint la finale du concours TAF dans lequel Zyphra devient le seul groupe de heavy metal à atteindre la finale. C'est à ce moment que, les moyens étant réunis, le groupe accepte d'entamer l'enregistrement d'un album avec les chansons qu'il joue depuis quelques années. La personne chargée de l'enregistrement et du montage est Samuel Castillo lui-même. Le processus prendra quelques années, jusqu'en avril 2014.
Le 16 septembre 2010, Miguel Blanco joue sa dernière prestation avec Zyphra lors des festivités de Parla avec des groupes comme Asfalto et Avalanch ou Vita Imana. Manolo Herrero le remplace à la six cordes, jouant plusieurs concerts avec le groupe lors d'une tournée à Madrid dans des salles telles que Excalibur Metal, La Mala, Hebe ou Ritmo y Compás. En septembre 2011, ils donnent un dernier concert dans cette dernière salle, coïncidant avec les adieux de Daniel Redondo et Manolo Herrero, pour des raisons personnelles.

### Ciudad sin ley(2011–2017)
Après une courte pause et sans perdre de temps, le groupe fait une série d'auditions où le bassiste Héctor Cobo, membre du groupe madrilène de death metal Helix Nebula, se distingue. Héctor Cobo est chargé de réenregistrer les pistes de basse en quelques semaines, laissant les enregistrements prêts en l'absence d'édition et de mastering, pour une sortie ultérieure. Manquant d'un dernier membre, ils sont contraints de faire quelques concerts sans second guitariste. Finalement, en février 2012, ils incorporent dans leurs rangs le guitariste local Diego Muñoz Beltrán, élève du populaire guitariste espagnol Jero Ramiro, avec lequel ils consolident le line-up qui s'est désormais maintenu.
En avril 2014, le premier album du groupe, Ciudad sin ley,,,, sort finalement sur le label RockCD Records,, publié sur la plupart des plateformes, physiques et numériques. La chanson Prisionero est choisie comme thème du single et du clip vidéo. Peu après, un concert promotionnel a lieu dans la ville de Rivas-Vaciamadrid (ville natale de la plupart des membres du groupe), avec un répertoire de plus de deux heures couvrant tout le matériel du groupe, ainsi que quelques versions originales. Selon le groupe, cette prestation a été très bien accueillie par les fans.
En octobre 2015, Diego M. Beltrán quitte le groupe pour se consacrer à d'autres projets en dehors de la musique, et est remplacé par Álex Gómez. En octobre 2016, Álex Gómez quitte le groupe, et est remplacé par Javier Valdericeda en mai 2017, après plusieurs mois de recherche d'un nouveau membre.

### Revolución(2017–2020)
En 2017, le groupe madrilène sort son deuxième album, Revolución. Le départ d'Álex Gómez au milieu du processus de production oblige le groupe à compter sur des collaborations pour l'enregistrement. Ainsi, Álex Escorza, guitariste de Silver Fist, et Manuel Maestre, guitariste de Roma, apparaissent avec leurs solos de guitare respectifs, qui s'ajoutent à ceux qu'Álex Gómez a laissés enregistrés et à ceux qui ont été enregistrés par Javier Valdericeda, le nouveau guitariste principal du groupe. Outre ces collaborations, le groupe fait également appel à Barbara Black, Montserrat Muñumel, Christian Gálvez et Manuel Contretas sur diverses parties de l'album. Le nouvel album est présenté le 27 octobre à la Sala Silikona de Madrid, avec des prestations en direct d'Álex Eskorza et de Manuel Maestre. Depuis, le groupe a joué ce dernier album sur différentes scènes de la capitale.

### Fuego prohibido(depuis 2020)
Au milieu de l'année 2019, Christian Fernández annonce son départ du groupe à l'amiable. Après plusieurs mois de recherche, Daniel García, également membre d'Helix Nebula, rejoint le projet en tant que nouveau batteur et le groupe commence la pré-production de ce qui sera leur troisième album à l'avenir. Cependant, la pandémie de COVID-19 retarde les projets du groupe, qui reprennent tout au long de l'année 2021. Finalement, le 10 mars 2022, le groupe sort l'album sous le nom de Fuego Prohibido, et un concert promotionnel avec le groupe Delenda Est de Vitoria à Madrid.

## Membres

### Membres actuels
- David Aldana — voix, chœurs (depuis 2005)
- Samuel Castillo — guitare, chœurs (depuis 2005)
- Javier Valdericeda — guitare, chœurs (depuis 2017)
- Héctor Cobo — basse (depuis 2011)
- Daniel García — batterie (depuis 2019)

### Anciens membres
- Juan Carlos Patón — guitare, chœurs (2005-2009)
- Daniel Redondo — basse, chœurs (2005-2011)
- Miguel Blanco — guitare, chœurs (2009-2010)
- Manolo Herrero — guitare, chœurs (2010-2011)
- Diego M. Beltrán — guitare, chœurs (2010-2015)
- Álex Gómez — guitare, chœurs (2015-2016)
- Christian Fernández — batterie (2005-2019)

## Discographie
- 2014 : Ciudad sin ley (RockCD Records)
- 2017 : Revolución (RockCD Records)
- 2022 : Fuego prohibido (RockCD Records)